# Diana MacGill
Diana MacGill, nome d'arte di Fedora Fattinaldi (Padova, 19 agosto 1899 – Ferrara, 30 gennaio 1968), è stata un'attrice e cantante italiana.

## Biografia
Dopo gli studi compiuti presso le scuole magistrali di Padova, si trasferì a Roma: qui pubblicò il romanzo Occhi verdi (1920, Carra editore), con copertina disegnata da Sergio Tofano. Il libro narrava una storia decadente e melodrammatica, scritta ricalcando lo stile di D'Annunzio e di Zuccoli. A Roma conobbe Lamberto Maria Bosco, piccolo produttore cinematografico, titolare della L.M.B. Film che si innamorò di lei e la scritturò quale protagonista di alcuni film, per i quali le fece adottare il nome d'arte Diana MacGill.
Tra il 1920 e il 1921, sotto la direzione dello stesso Bosco, Fedora girò quindi Il tesoro del Sud e Nebbia azzurra; per quest'ultimo il regista/produttore ottenne l'autorizzazione da Giacomo Puccini di effettuare delle riprese nella sua tenuta a Torre del Lago. Subito dopo la Mac-Gill girò Il mistero dell'asso di picche, diretto stavolta da Mario Volpe, scultore qui sia nelle vesti sia di regista che di attore. Questi film non ottennero successo di pubblico e la MacGill pensò allora di sfruttare la sua voce da soprano leggero, dedicandosi all'operetta (nel 1922 fu scritturata dalla celebre compagnia Lombardo), ma soprattutto al teatro di rivista.
Conosciuto il direttore Rodolfo De Angelis, fu anzitutto la primadonna del Nuovo Teatro Futurista, in cui si ritrovò in palcoscenico con Marinetti, Cangiullo, Depero, Prampolini, Casavola e Mix in varie città d'Italia proponendo "declamazioni futuriste". Particolarmente vivace e contestata fu la serata al Trianon di Milano nel gennaio 1924 in cui l'esibizione della MacGill fu l'unica non fischiata.
Meglio portata per il varietà più tradizionale per la sua impostazione vocale e la dizione, che le permise di valorizzare al massimo le canzoni di E. A. Mario (si conoscono spartiti de La gavotta dei nonni e de La canzone del Piave con la sua immagine) o di Renato Simoni (Madonnina blu), con artifici scenici che entusiasmavano il pubblico, come quando, cantando il Fox dei cioccolatini, gettava in platea decine di bon-bon.
Giunta nell'aprile 1923 a Ferrara durante una tournée in cui si esibiva al fianco del comico Lubrani in duetti tratti da famose operette, vi conobbe il sansepolcrista Olao Gaggioli (1897-1965), fondatore del fascio ferrarese nonché autore di qualche novella. I due si sposarono nel 1924. L'anno seguente nacquero loro due gemelli: Valerio (che verrà ucciso ventenne dai partigiani nei pressi di Monno) e Savitri (1925–1987), così chiamata in onore dell'opera Sāvitri di Gustav Holst, che poi diverrà una pittrice naïve.
Dopo aver fatto una fugace rentrée in palcoscenico nella rivista benefica Tele-visione al Teatro Comunale di Ferrara nel gennaio 1930,  abbandonò definitivamente il palcoscenico per dedicarsi alla famiglia.

## Opere
- Occhi verdi (1920)

## Filmografia
- Il tesoro del Sud (diretto da Lamberto Maria Bosco, 1921)
- Nebbia azzurra (diretto da Lamberto Maria Bosco, 1921)
- Il mistero dell'asso di picche (diretto da Mario Volpe, 1921)